# Њепорадза (Римавска Собота)
Њепорадза (слч. Neporadza) насељено је мјесто са административним статусом сеоске општине (слч. obec) у округу Римавска Собота, у Банскобистричком крају, Словачка Република.

## Становништво
| Година:    | 1994. | 2004.   | 2014.    | 2024.    |
| ---------- | ----- | ------- | -------- | -------- |
| Број људи: | 312   | 313     | 251      | 299      |
| Разлика:   |       | +0,32 % | -19,80 % | +19,12 % |

| Година:    | 2023. | 2024.   |
| ---------- | ----- | ------- |
| Број људи: | 302   | 299     |
| Разлика:   |       | -0,99 % |

Према подацима о броју становника из 2011. године насеље је имало 283 становника.